# 시모지시마 공항
시모지시마 공항(일본어: 下地島空港 Shimojishima Kūkō[*], 영어: Shimojishima Airport)은 일본 오키나와현 미야코지마시(시모지섬)에 위치하고 있는 지방관리 공항이자 제3종 공항으로 과거에는 조종사 훈련 및 항공자위대 전용 공항으로 사용되었다.

## 역사
시모지 공항으로도 불리는 이 공항은 오키나와현이 일본 영토에 귀속하기 1년 전인 1971년 과거 조종사들을 위한 훈련용, 항공자위대 전용 공항으로 건설되었고 민간 여객업무는 취급하지 않았는데 그 이유는 주변국들인 홍콩, 마카오, 중국, 인도네시아, 대만 등과 외교적 마찰을 빚었기 때문이었으며 초음속 여객기의 유사시 대체 착륙장으로서 부차적인 구실을 하고 있다. 
2001년부터는 미국 해병대가 훈련에 참여하는 헬리콥터와 공중급유기의 중간 기착지로도 이용되어 오던 도중 2010년 일본항공이 파산하면서 일본항공 파일럿 훈련생 양성을 전면 중단한 뒤 전일본공수마저도 훈련 중단을 통보하면서 2013년과 2015년에 두 항공사가 모두 철수함에 따라 민간 항공사 파일럿 훈련은 각각 33년, 35년만에 역사 속으로 사라졌다.
그 후 2019년 5월 31일부터 6월 6일까지 대한항공이 인천발 전세기편을 운항한 뒤 같은 해 11월 25일과 28일에는 대만의 항공사인 만다린 항공이 타이중과 화롄 노선에 전세기편을 운항하기도 했다.
이후 코로나19 범유행 시기를 거쳐 2024년 5월 29일부터는 진에어가 인천발 정기편을 주 5회(월, 수, 금, 토, 일) 운항하기 시작했는데 해당 노선은 오후 12시 40분 인천에서 이륙하여 오후 3시 10분 시모지시마에 도착한 뒤 1시간 10분 후인 오후 4시 20분 시모지시마를 이륙해 2시간 후인 저녁 6시 50분 인천으로 돌아오며 기종은 주로 보잉 737-800 혹은 보잉 737 MAX 8이 투입되고 있다.

## 운항 노선
| 항공사               | 목적지                                               |
| -------------------- | ---------------------------------------------------- |
| 젯스타 재팬          | 도쿄(나리타), 오사카(간사이)                         |
| 스카이마크           | 도쿄(하네다), 고베, 후쿠오카(계절편), 오키나와(나하) |
| 진에어               | 서울(인천)                                           |
| 홍콩 익스프레스 항공 | 홍콩(첵랍콕)                                         |